# Соркин, Арон Зусьевич
Аро́н Зу́сьевич Со́ркин (5 февраля 1899 — 3 января 1978) — советский учёный-медик, специалист по костному туберкулёзу.

## Биография
А. З. Соркин, пятый из восьми детей в семье меламеда, родился в городе Карасубазаре Таврической губернии (ныне Белогорск Автономной Республики Крым Украины). С отличием окончил местную гимназию и поступил на медицинский факультет Таврического университета в Симферополе. После окончания университета был направлен курортным врачом в Евпаторию в санаторий им. Н. А. Семашко, бывший санаторий Таласса, который в начале 1920-х годов был превращён в один из центров по лечению костно-суставного туберкулеза. В 1925 году он возглавил клинику костно-суставного туберкулеза Наркомздрава СССР в Евпатории. С 1926 года по направлению Наркомздрава СССР проходил двухгодичную интерантуру в Центральном институте курортологии, где его учителями были профессора И. А. Валединский, М. И. Певзнер и А. К. Шенк. С 1928 по 1932 г. А. З. Соркин работал в ортопедической клинике Военно-медицинской академии под руководством профессоров Г. И. Турнера, Э. Ю. Остен-Сакена и С. А. Новотельного. В летние месяцы он продолжал работать в Евпатории. В 1935 году по совокупности научных исследований А. З. Соркину была присвоена научная степень кандидата медицинских наук. С 1934 по 1938 год А. З. Соркин работал в экспериментальной лаборатории Центрального института туберкулеза Наркомздрава СССР под руководством профессоров В. Г. Штефко и А. И. Струкова, в 1940 году защитил диссертацию на соискание научной степени доктора медицинских наук. В 1941 году, в начале Великой Отечественной войны, при приближении немецкой армии к Евпатории, А. З. Соркин руководил эвакуацией в Теберду 1200 больных костным туберкулезом, многие из которых были лежачими, либо страдали ограниченной подвижностью и находились в тот момент на лечении в евпаторийских санаториях. Вскоре он был направлен в Кисловодск в хирургический госпиталь, который затем был эвакуирован в Среднюю Азию. В Узбекской ССР А. З. Соркин возглавил борьбу с костным туберкулезом. В июне 1942 года в эвакогоспитале для больных туберкулезом в Ташкенте им было создано специализированное отделение для больных костным туберкулезом воинов Красной Армии. В 1944 году ему было присвоено звание профессора. В 1946 году А. З. Соркин был по конкурсу избран на должность заведующего отделением Московского городского научно-исследовательского туберкулёзного института, (впоследствии Московская городская центральная клиническая туберкулезная больница), а в последние годы жизни работал там главным консультантом.

## Научная деятельность
Работая в Евпатории А. З. Соркин изучал воздействие солнечного света и других климатических факторов на больных костным туберкулезом. Результаты исследований были опубликованы в его монографии «Костно-суставной туберкулёз» выдержавшей 3 издания. Большой вклад А. З. Соркин внес в изучение туберкулезных кокситов в свете возрастной морфологии. Им была детально исследована проблема распознавания и лечения туберкулезного трохантерита и предложена трёхосевая рентгенография большого вертела в сочетании со стереографией, оказавшая неоценимую помощь хирургам в радикальном удалении патологических тканей в большом вертеле. Последние годы А. З. Соркин посвятил изучению диагностических ошибок при лечении межпозвонковых остеоартрозов, остеохондроза, спондилита различной этиологии, опухолей и метастатических поражений позвоночника, травм, пороков развития и сколиоза. Результаты этих исследований были опубликованы в монографии «Диагностические ошибки при патологии и пороках развития костно-суставного аппарата». Всего А. З. Соркиным опубликовано 4 монографии и более 150 научных статей.

## Педагогическая и общественная деятельность
Педагогическая деятельность А. З. Соркина началась в 1924 году на кафедре ортопедии Крымского университета, где он занимался со студентами. В Евпатории он возглавлял обучение врачей интернов, которые направлялись Наркомздравом СССР в ординатуру. С 1936 по 1941 год он читал приват-доцентский курс по костно-суставному туберкулезу при госпитальной хирургической клинике Крымского медицинского института. В годы Великой Отечественной войны им были воспитаны десятки специалистов-фтизиоортопедов для Узбекской ССР, а в послевоенные годы для Москвы. Многие ученики А. З. Соркина защитили кандидатские диссертации.
В течение многих лет А. З. Соркин был ученым секретарем Научного общества Евпаторийского курорта и возглавлял ортопедическую секцию. Работая в Москве, помимо практической врачебной деятельности, А. З. Соркин много внимания уделял организации профилактики костного туберкулеза. Он был членом правления Московского общества фтизиатров, председателем секции костно-суставного туберкулеза
Много внимания уделял развитию Евпаторийского курорта. Использовал любую возможность для популяризации целебных свойств местного климата. Его брошюра «Евпатория как курорт», опубликованная впервые в 1931 году по словам А. К. Шенка, написавшего к ней предисловие, «…дает полную картину того, что имеется ценного на курорте Евпатории, в какой форме следует использовать курортные лечебные факторы и как применять их на деле.» Эта брошюра переиздавалась 5 раз: в 1937, 1938, 1952, 1955 и 1960 годах. После переезда в Москву он не порывал связи с Евпаторией, регулярно приезжал туда консультировать больных и активно поддерживал курорт, в частности, выступая в центральной печати в защиту евпаторийских песчаных пляжей от разграбления строительными организациями.
Удостоен почётного звания Заслуженного деятеля науки РСФСР. За вклад в борьбу с костным туберкулёзом А. З. Соркин был награждён орденом Трудового Красного Знамени.

## Факты из жизни
Не сумел поступить в гимназию с первой попытки из-за плохого знания русского языка: дома говорили на идише. Поступил на следующий год сразу во второй класс и отлично учился до конца обучения. Благодаря успехам в учёбе обучение А. З. Соркина в гимназии оплачивал один из попечителей.
Учась в гимназии, подрабатывал репетиторством. Одним из его подопечных был родственник Соломона Крыма, будущего премьер-министра крымского правительства.
Когда Л. Д. Троцкий приезжал в Евпаторию, А. З. Соркин был приставлен к нему лечащим врачом.
В Евпатории многие отдыхающие и пациенты бывали у А. З. Соркина дома. Среди них было немало известных людей того времени. Частым гостем, например, был писатель А. С. Новиков-Прибой.
Во время эвакуации больных из Евпатории в 1941 году на борту транспортного судна поседел за несколько часов, после того как на протяжении ночи их судно было объектом преследования немецкой подводной лодки.
В период сталинских репрессий уцелел благодаря заступничеству создателя научной школы по костному туберкулёзу академика Т. П. Краснобаева, высоко ценившего А. З. Соркина.
После переезда в Москву долгое время жил с семьёй в чердачном помещении Московского городского научно-исследовательского туберкулёзного института, где во время сильных осадков протекала крыша. Квартиру получил после вмешательства больных, обнаруживших, в каких условиях жил А. З. Соркин, и обратившихся с письмом к председателю Мосгорисполкома.
Поддерживал многолетние контакты с больными и коллегами. К каждому празднику получал до 150 поздравительных открыток и телеграмм (не считая телефонных звонков), на которые аккуратно отвечал. Свои поздравления посылал только на открытках с изображением цветов.
Обладал исключительным чувством юмора. Его шутки и высказывания широко расходились среди знакомых и родственников. Вместе с тем характер имел вспыльчивый, бывал нетерпимым, язвительным и насмешливым.
Не состоял в рядах КПСС. Называл себя «с 1899 года (год рождения) беспартийным».
Никогда не брал деньги или подарки за консультации (сверх официальной заработной платы).
Умер в 1978 году. Похоронен на Востряковском кладбище.

## Основные публикации
- Соркин А. З. Костно-суставной туберкулёз (со специальной главой о лечении солнцем). — Симферополь: Крымгиз, 1940 (с предисловием проф. Г. И. Турнера)
- Соркин А. З. Костно-суставной туберкулёз. — М.: Медгиз, 1955
- Соркин А. З. Туберкулёзный трохантерит. — М.: Медгиз, 1963
- Соркин А. З. Диагностические ошибки при патологии и пороках развития костно-суставного аппарата. — М.: Медицина, 1969